# Somatotipi
I somatotipi rappresentano una classificazione biotipologica identificata attorno al 1940 dallo psicologo e medico statunitense William Herbert Sheldon, mentre altri studiosi che nei successivi anni cinquanta e sessanta perfezionarono e approfondirono i principi di Sheldon furono Richard W. Parnell e Barbara H. Heath e J.E. Lindsay Carter, che crearono dei metodi di misurazione antropometrica per stabilire l'appartenenza di un soggetto a un determinato somatotipo.
In associazione con questi biotipi Sheldon teorizzò la psicologia costituzionale, scienza che collega le diverse costituzioni con i tipi di temperamento. Sheldon sostenne che il corpo umano doveva essere classificato in base al contributo relativo di tre elementi somatici fondamentali, dal nome dei tre foglietti embrionali: l'endoderma (da cui si sviluppa l'apparato digestivo e respiratorio), il mesoderma (da cui origina il muscolo scheletrico, il cuore e i vasi sanguigni) e l'ectoderma (da cui origina la pelle e il sistema nervoso). Tali modelli sono stati valorizzati nel campo della psicologia e criminologia per la loro connessione con i tipi psichici, ma anche nel mondo dello sport e del fitness per cercare di individuare il tipo di attività, le metodiche di allenamento, nonché il regime alimentare, più adatti all'individuo.
Nel libro del 1954 Atlas of Men: A guide for somatotyping the adult man at all ages (Atlante degli uomini) classificò tutti i possibili biotipi secondo una scala da 1 a 7 per ciascuno dei tre modelli somatici, dove il puro endomorfo è 7-1-1, il puro mesomorfo 1-7-1 e il puro ectomorfo 1-1-7. Dal tipo di numero potrebbero presumibilmente essere previste le caratteristiche psicologiche di un individuo. I biotipi costituzionali possono essere generalmente nominati col nome di biotipi, morfotipi, somatotipi e tipi costituzionali, sebbene questi aggettivi siano applicati anche a modelli di altre scuole biotipologiche. Per la precisione Sheldon fu il primo a coniare la definizione somatotipo, che però nel contesto nella biotipologia può essere sostituito da questi altri termini in maniera interscambiabile.

## Storia

### Introduzione
Lo statunitense William Herbert Sheldon conseguì il dottorato in psicologia nel 1926 presso l'Università di Chicago, mentre nel 1933 ottenne il titolo in medicina. I suoi libri hanno rappresentato un importante contributo per lo sviluppo delle teorie sui rapporti tra costituzione fisica, psicologia e criminalità, qualità che lo resero celebre in questi ambiti. Nel 1940 pubblicò assieme a S.S. Stevens e W.B. Tucker il libro The Varieties of Human Physique (Le varietà del fisico umano). I tre studiosi descrissero e coniarono la parola somatotipo. In questo testo vennero individuati in maniera semplificata tre modelli somatici che nel loro sviluppo si delineavano dalla prevalenza di uno dei tre foglietti embrionali: endoderma, mesoderma ed ectoderma. L'embrione umano a un certo stadio della sua maturazione presenta questi tre tegumenti, dai quali hanno origine rispettivamente: gli organi interni; lo scheletro e gli organi di sostegno; la pelle, i capelli e il sistema nervoso. Il metodo di classificazione basato sulle caratteristiche morfologiche di 4.000 uomini universitari provenienti principalmente dal gruppo di università del Ivy League era stato reso possibile da indici derivati dall'analisi delle loro fotografie. Ognuno di questi modelli veniva classificato in una scala di sette punti in base al grado di influenza apportato dal rispettivo foglietto embrionale. Sheldon infine identificò tre somatotipi fondamentali: l'endomorfo, il mesomorfo e l'ectomorfo. L'endomorfo (con prevalenza dell'endoderma) ha una struttura tondeggiante e molle; il mesomorfo (con preponderanza del mesoderma) ha una muscolatura sviluppata e uno scheletro robusto; l'ectomorfo (con maggiore sviluppo dell'ectoderma) ha una corporatura fragile e delicata, e struttura lineare. Essenzialmente le nuove teorie di Sheldon erano state influenzate dalle emergenti scuole di biotipologia e quindi di studio sulla costituzione umana, sviluppate nell'Europa centrale tra la fine del 1800 e i primi del 1900, in particolare quella italiana, tedesca e francese.

### Temperamento
Nel periodo in cui frequentava l'Università di Chicago negli anni venti Sheldon aveva stretto legami lavorativi con tale Sante Naccarati, un giovane medico criminologo italiano in visita negli Stati Uniti per investigare sulle possibili relazioni tra morfologia, temperamento e intelligenza. Naccarati introdusse a Sheldon gli insegnamenti dei suoi maestri, Giacinto Viola, Achille De Giovanni e Nicola Pende, della scuola di biotipologia italiana. Sheldon e Naccarati si trovarono d'accordo su molti aspetti dei loro studi e avviarono una ricerca in collaborazione che voleva combinare le scoperte e i metodi di Viola con quelli descritti dallo psichiatra tedesco Ernst Kretschmer nel suo libro Körperbau und Charakter (Fisico e carattere, 1921). Mentre Sheldon iniziava la sua carriera di insegnante all'Università di Chicago portava avanti la sua ricerca con Naccarati fino a quando quest'ultimo morì in un tragico incidente automobilistico in Italia nel 1929. Nel frattempo Sheldon si accorse della necessità di approfondire le sue conoscenze mediche per poter supportare gli studi sulla morfologia umana e il comportamento, conseguendo la laurea in medicina nel 1933.
Sheldon, come altri prima di lui, aveva messo in relazione diversi somatotipi con un relativo temperamento. Infatti ognuno dei tre modelli coincideva con un determinato tipo psichico: l'endomorfo corrispondeva al tipo viscerotonico; il mesomorfo al somatotonico; l'ectomorfo al cerebrotonico. Questi tipi costituzionali e psichici erano strettamente connessi ai modelli individuati diversi anni prima nel 1921 dallo psichiatra tedesco Ernst Kretschmer, modelli che lo stesso Sheldon ripropose e applicò nella sua analisi sui 4.000 studenti, e da cui rielaborò il suo nuovo criterio. Kretschmer – e di conseguenza la biotipologia o costituzionalistica tedesca – si era distinto per essere stato il primo ad associare diversi tipi costituzionali ai tipi psichici. Egli delimitò essenzialmente due temperamenti contrastanti: il tipo ciclotimico e il tipo schizotimico. Questi due tipi psichici collimavano con i rispettivi tipi costituzionali picnico e leptosomico. L'endomorfo di Sheldon (tipo psichico viscerotonico) corrispondeva col biotipo picnico (tipo psichico ciclotimico) di Kretschmer; l’ectomorfo di Sheldon (tipo psichico cerebrotonico) corrispondeva col biotipo leptosomico (tipo psichico schizotimico) di Kretschmer. In realtà Kretschmer aveva in origine stabilito anche il modello atletico, omologo del mesomorfo (somatotonico), ma in seguito questa categoria venne inglobata nel leptosomico. Nello studio sugli studenti universitari Sheldon, ispirandosi alla metodica di Kretschmer constatò che solo il 28% di questi potevano essere riconosciuti come biotipi puri (picnico, atletico e leptosomico), mentre il rimanente 72% era piuttosto identificabile all'interno di una tipologia mista. Tale osservazione lo portò a concludere che i modelli puri erano rari e che la maggior parte dei soggetti mostravano caratteristiche intermedie. Kretschmer approvò apertamente i biotipi di Sheldon, riconoscendola come una metodologia simile a quella da lui formulata e che giungeva alle stesse conclusioni per una via e con una terminologia diversa. Tuttavia Sheldon aveva fondato le sue teorie sui biotipi esaminando anche le ricerche dei già citati studiosi italiani, De Giovanni, Viola, Pende e Naccarati, oltre a un evidente contributo del francese Marcel Martiny.

### Embriologia
I biotipi di Sheldon trovavano evidenti analogie con quelli dell'antropologo e medico francese Marcel Martiny, successivamente collaboratore di Nicola Pende. Martiny, ancora prima di Sheldon, aveva fondato le sue teorie biotipologiche sullo sviluppo dell'embrione umano, definendo quelli che sarebbero stati riconosciuti come i tipi o biotipi embriologici. Egli si concentrò sulle prime tre settimane dello sviluppo embrionale, dal quale in seguito al processo di gastrulazione venne a svilupparsi il disco germinativo trilaminare. Questo componente è formato dorsalmente dall'ectoderma, internamente dall'endoderma e nella zona intermedia da un abbozzo di cordomesodermico, da cui originano il mesoderma e la notocorda. Dalla prevalenza di uno dei tre foglietti corrisponde un maggiore sviluppo dei relativi organi biologici correlati. Come Sheldon anche Martiny aveva nominato in maniera simile i suoi biotipi, con la differenza che ne aveva individuato una quarta tipologia, per definizione il più equilibrato tra i quattro modelli. Lo studioso francese parlava di endoblastico, mesoblastico, ectoblastico e la quarta tipologia, il cordoblastico, il quale incarna l'equilibrio endo-meso-ectodermico. Il primo testo di Martiny, La biotypologie humaine et orthogénétique (La biotipologia umana e ortogenetica), risale al 1930, dieci anni prima dell'esordio su carta di Sheldon. Martiny continuò gli approfondimenti sulla biotipologia durante tutta la sua vita con la pubblicazione di svariati volumi fino alla sua morte avvenuta nel 1982.

### La teoria
I risultati degli studi di Sheldon erano ottenuti tramite una selezione fotografica e vennero pubblicati su diverse sue opere, tra cui il libro del 1954 Atlas of Men: A guide for somatotyping the adult man at all ages. Questo testo contribuì a diffondere e ad accreditare il concetto di somatotipo, a cui si attribuiva una conformazione relativamente costante nel tempo e legata ai processi dello sviluppo embrionale. Atlas of Men fu un lavoro di riferimento per i somatotipi maschili e rifletteva la determinazione di Sheldon nel continuare il suo lavoro con l'approccio costituzionale ribadendo i caratteri permanenti del somatotipo. Fu proposta anche la risposta femminile, Atlas of Women, che però non venne mai realizzata. Da questi modelli fotografici Sheldon individuò duecentosessanta tratti di personalità e dopo aver concentrato questi in serie da cinquanta soggetti intervistò trentatré uomini. Dopo le interviste e ulteriori rifiniture identificò tre gruppi di tratti comportamentali e ogni gruppo aveva venti tratti. Determinati temperamenti erano spesso riscontrati in un soggetto, mentre altri non caratteristici di quel gruppo non venivano ritrovati negli altri. La valutazione sul comportamento era accertata tramite interviste molto approfondite in cui il soggetto veniva inquadrato sulla base di una scala di temperamento. Dalle analisi di Sheldon veniva riscontrata una correlazione tra il fisico e la personalità. Dopo aver distinto i metodi per accertare l'appartenenza al somatotipo e al tipo comportamentale (che chiamò temperamento) esaminò il grado di associazione tra i due aspetti e il risultato del suo lavoro suggeriva una relazione tra il fisico e le caratteristiche comportamentali. Egli trovò inoltre dei collegamenti tra i somatotipi e delinquenza. Dal 1939 al 1946 osservò duecento giovani criminali affidati a un'agenzia di recupero di Boston. Il risultato mostrò che i delinquenti avevano maggiori punti in comune con il somatotipo mesomorfo rispetto a una serie di soggetti non delinquenti. Inoltre Sheldon si convinse che vi era una relazione tra particolari somatotipi e specifici disturbi psichiatrici. Concluse che i pazienti affetti da patologie maniaco-depressive soffrivano di una carenza di contenimento e controllo, caratteristiche tipiche del somatotipo ectomorfo.

### I metodi di misurazione (Parnell, Heath-Carter)
Una delle lacune della teoria di Sheldon era quella di stabilire l'appartenenza al somatotipo empiricamente solo tramite l'osservazione delle fotografie. Non aveva provveduto a determinare con chiarezza quali fossero i canoni specifici per poter definire un somatotipo come tale e i biotipi di Sheldon necessitavano quindi di misurazioni per poter essere concretamente riconosciuti, avvalendosi della misurazione delle zone corporee, ovvero dell'antropometria. Questo sistema era usato prevalentemente a supporto dell'antropologia all'interno di un contesto biotipologico ed era stato impiegato inizialmente soprattutto dalla scuola italiana fondata da Achille De Giovanni nei primi del 1900, al quale seguirono Giacinto Viola e Nicola Pende. Tuttavia altre scuole, come quella francese e tedesca, non avevano dato importanza a questo aspetto. Gli anni cinquanta segnarono la fase in cui anche i somatotipi di Sheldon iniziarono a essere riconosciuti non più solo tramite l'osservazione, ma anche con un metodo di misurazione, l'antropometria.
Nel 1958 il medico britannico Richard W. Parnell approfondì lo studio sui somatotipi. Il suo approccio analizzava il fenotipo e non il somatotipo: il fenotipo è il tipo di corporatura che si forma a un certo periodo della vita e che nel suo sviluppo viene condizionato da fattori esterni o ambientali, pertanto Parnell venne considerato più oggettivo rispetto a Sheldon. L'alternativa al criterio semplificato da Sheldon era quella di prendere le misure delle fotografie da cui sarebbero stati estratti proporzioni e indici che formano le basi per la definizione del somatotipo. Parnell sviluppò un metodo chiamato M.4 e che utilizzava l'antropometria per stimare l'appartenenza al somatotipo, ma che diversamente da Sheldon etichettò i suoi biotipi come grasso, muscoloso, e lineare, analoghi di endomorfo, mesomorfo ed ectomorfo.
Nel 1967 gli statunitensi Barbara H. Heath e J.E. Lindsay Carter, già collaboratori di Sheldon, rielaborarono i suoi concetti avvalendosi anche del contributo di Parnell e fondarono il metodo Heath-Carter. Heath e Carter non si basavano unicamente sull'osservazione del fenotipo, ma come Parnell anch'essi ne stabilirono i canoni tramite l'uso di misurazioni antropometriche. Le varie misurazioni erano da applicare a ogni individuo e includevano vari parametri, ovvero la statura, il peso, pliche in alcune zone, diametri e circonferenze. Sembra che i metodi Parnell M.4 e Heath-Carter presentassero delle chiare differenze nella stima del somatotipo.

## I tre somatotipi
- Endomorfo: caratterizzato da ossa molto robuste, una vita larga e un accumulo di grasso. L'endomorfo è predisposto a immagazzinare grasso, dunque i gradi di appartenenza all'endomorfismo delineano la tendenza all'accumulo di lipidi di un soggetto, nonostante ciò sviluppa facilmente anche massa muscolare.
- Mesomorfo: caratterizzato da ossa di medie dimensioni, tronco solido, bassi livelli di grasso corporeo, spalle larghe a vita stretta, solitamente denominato tipo muscolare. Il mesomorfo è tendenzialmente predisposto a sviluppare la muscolatura, ma non a immagazzinare grasso e i gradi di appartenenza al mesomorfismo delineano la tendenza allo sviluppo muscolare di un soggetto.
- Ectomorfo: caratterizzato da muscoli e arti lunghi e sottili e un ridotto accumulo di grasso, di solito indicato come sottile. L'ectomorfo non è predisposto a immagazzinare grasso o a costruire muscolo, quindi i gradi di appartenenza all'ectomorfismo delineano la tendenza al mantenimento di un corpo sottile, magro, poco muscoloso e longilineo di un soggetto.

Sono quindi state formulate delle classificazioni sulle rispettive tendenze psichiche di questi modelli, che a seconda delle componenti prevalenti possono essere distinti in emotivo, nominato come viscerotonico (relativo all'endomorfo), attivo, chiamato somatotonico (relativo al mesomorfo), passivo, chiamato cerebrotonico (relativo all'ectomorfo).
Secondo Sheldon queste caratteristiche tuttavia non si presentavano così specificamente definite. Realmente le componenti costituzionali risultano ampiamente variabili, individuali, complesse, mutabili o continue, pertanto questi modelli biotipologici rappresentano un'estrema semplificazione indicativa. Questi tipi non corrispondono dunque a nessun individuo reale e concreto. I biotipi puri, seppur esistenti, sono molto rari e la maggioranza degli individui è caratterizzata da valori di appartenenza misti o intermedi, tanto che dal lato psicologico possono servire a far comprendere a grandi linee le relazioni tra le dimensioni dell'organismo e le personalità degli individui. Non a caso la scala di classificazione che cataloga l'appartenenza di un individuo a questi biotipi prevede una grande varietà di possibili modelli che risulta molto precisa e individualizzata.

### Endomorfo
I tessuti predominanti nel biotipo endomorfo sono derivati dall'endoderma (dal greco endo=dentro), collegato all'apparato digerente e respiratorio. Più precisamente da questo foglietto deriva l'epitelio che riveste il tratto gastro-intestinale e le vie respiratorie. Inoltre ne derivano il parenchima delle tonsille, della tiroide, delle paratiroidi, del timo, del fegato, del pancreas, delle vie urinarie e dell'orecchio.
L'endomorfo tende essere più rotondo, con un tratto digestivo ampiamente sviluppato, un visibile accumulo di grasso nel tessuto adiposo, il tronco e cosce larghe ed estremità affusolate. Esso è geneticamente predisposto all'accumulo di sostanze, lipidi e proteine. È quindi portato a ingrassare, fatica a dimagrire e presenta un metabolismo rallentato, ma allo stesso tempo sviluppa facilmente massa muscolare. L'endomorfo è quello che presenta il maggior rischio di contrarre malattie cardiovascolari come la cardiopatia ischemica e diabete di tipo 2. L'endomorfo è facilmente connesso con l'obesità androide (biotipi di Vague), ovvero con l'accumulo adiposo nella parte superiore del corpo, a sua volta collegata con i medesimi rischi patologici. L'endomorfia sembra però essere correlata con alti valori di densità minerale ossea rispetto agli altri somatotipi e quindi un ridotto rischio di osteoporosi.
In termini comportamentali il corrispondente tipo psichico viscerotonico (viscerotonia) si delinea con una tendenza alla socievolezza, estroversione, rilassatezza, comunicazione, tolleranza, bassa reattività, sedentarietà, pigrizia, preferenza per le comodità e bassa assertività. In generale fa prevalere l'affettività sulla razionalità. Nei casi psichico patologici può dimostrarsi tendente alla psicosi maniaco-depressiva.
Si precisa che per quanto riguarda le relative tendenze comportamentali e psicologiche dei somatotipi (viscerotonico, somatotonico e cerebrotonico), queste sono ampiamente dibattute. Per quanto un individuo possa essere inquadrato in un somatotipo in termini morfologici e costituzionali e corrispondere almeno in parte con la fisionomia descritta esso non è di conseguenza associabile a tali caratteristiche di temperamento.

#### Caratteristiche

##### Fisiologiche
- facile crescita muscolare
- facile accumulo di grasso
- difficoltà a perdere peso
- buona forza fisica
- metabolismo lento
- maggiori capacità digestive
- maggiore tendenza a contrarre patologie cardiovascolari
- minore tendenza a contrarre osteoporosi

##### Fisiche
- maggior sviluppo dell'apparato digestivo
- deposito adiposo superiore alla media
- forma tondeggiante
- apparato scheletrico sviluppato
- ossatura robusta
- spalle larghe
- vita larga
- addome protuberante

##### Psichiche (viscerotonico)
- emotivo
- socievole
- estroverso
- rilassato
- tollerante
- pigro
- sedentario

### Mesomorfo
I tessuti predominanti nel biotipo mesomorfo (dal greco meso=nel mezzo) sono derivanti dal mesoderma, legato principalmente all'apparato muscolare, scheletrico e circolatorio (vasi), ma anche al derma, tessuto cutaneo e reni.
Il mesomorfo è visibilmente più forte e compatto e mostra un maggior sviluppo del muscolo scheletrico, ossa e tessuto connettivo, ha pelle spessa e una postura diritta. Questo è portato per natura a sviluppare il tessuto muscolare, presentando elevate capacità di ipertrofia e forza di questo apparato. Ha un metabolismo attivo in quanto il muscolo scheletrico sviluppato comporta un aumento del metabolismo basale e un elevato dispendio calorico. Le sue predisposizioni a ingrassare sono limitate e riesce a dimagrire facilmente essendo soggetto a facili variazioni di peso. Pare che anche questo somatotipo tenda a essere soggetto al sovrappeso e obesità tipicamente androide, ovvero ad accumulare adipe nella zona superiore del corpo. È stato dimostrato risulti il somatotipo sessualmente più attraente per le donne. Tra i rischi patologici emerge una tendenza alle malattie cardiovascolari.
Il corrispettivo tipo psichico è il somatotonico (somatotonia), tendente all'azione, aggressività, competitività, sicurezza, controllo e necessità di esercizio fisico. Nei casi estremi può esporre una predisposizione patologica alla schizofrenia paranoica, psicosi maniaco-depressiva e aggressività psicopatica.

#### Caratteristiche

##### Fisiologiche
- fisicamente dotato
- adatto all'attività fisica
- buona forza muscolare
- facile crescita muscolare
- metabolismo attivo
- facili variazioni di peso
- postura diritta
- leggera tendenza a contrarre malattie cardiovascolari

##### Fisiche
- apparato muscolare sviluppato
- apparato scheletrico sviluppato
- tessuto connettivo sviluppato
- poco grasso corporeo
- cute spessa
- spalle larghe
- fianchi stretti

##### Psichiche (somatotonico)
- attivo
- aggressivo
- competitivo
- dominante
- sicuro
- impegnato

### Ectomorfo
I tessuti predominanti nel biotipo ectomorfo (dal greco ecto=fuori) sono derivanti dal ectoderma, collegato prevalentemente al sistema nervoso e all'epidermide che riveste lo strato superficiale della pelle. Altre aree collegate all'ectoderma sono peli, capelli, unghie, smalto dentale, ghiandole cutanee, adenoipofisi, cristallino, epiteli sensoriali delle vie acustiche e della bocca.
Questo somatotipo è caratterizzato da una struttura fragile e lineare, le zone superficiali più sviluppate. Il tessuto muscolare e sottocutaneo si presentano sottili, mentre l'apparato digestivo e i visceri sono poco sviluppati. Ha un metabolismo eccessivamente accelerato, pertanto trova difficoltà ad accumulare peso a causa delle scarse capacità di sviluppo della massa muscolare e del tessuto adiposo. L'ectomorfo ha una massa cellulare e una massa magra inferiori rispetto agli altri somatotipi. È il meno predisposto a contrarre malattie cardiovascolari, riscontra livelli di HDL (colesterolo buono) mediamente più elevati, ma è più facilmente esposto ad altri tipi di patologie come la malattia di Alzheimer e l'osteoporosi.
Il relativo tipo psichico cerebrotonico (cerebrotonia) propende alla razionalità, riservatezza, introversione, timidezza, ipersensibilità e isolamento. Nei casi patologici può culminare in stati di schizofrenia.

#### Caratteristiche

##### Fisiologiche
- metabolismo iperattivo
- difficoltoso accumulo di grasso
- difficoltosa crescita muscolare
- difficoltoso accumulo di peso
- tratto digestivo carente
- generali tendenze cataboliche
- minore tendenza a contrarre patologie cardiovascolari
- maggiore tendenza a contrarre osteoporosi e Alzheimer

##### Fisiche
- struttura fragile
- longilineo
- esile
- ossa sottili
- arti lunghi
- zone superficiali sviluppate
- muscolatura sottosviluppata
- bassissimi livelli di grasso corporeo

##### Psichiche (cerebrotonico)
- razionale
- intelligente
- passivo
- riservato
- introverso
- timido
- ipersensibile
- solitario

## Scala di classificazione
In accordo con Sheldon ogni individuo possiede componenti dei tre biotipi in diverse percentuali, dunque questi contribuiscono a delineare la specifica tipologia di un individuo. Ognuno dei modelli viene suddiviso in sette gradi così da permettere tale valutazione. Il somatotipo individuale è caratterizzato dalla predominanza di una componente sulle altre. La scala di classificazione prevede tre numeri in sequenza da 1 a 7 nel seguente ordine: il primo numero denota il grado di endomorfismo, il secondo quello di mesomorfismo e il terzo di ectomorfismo. Il concetto di Sheldon delle tre componenti del fisico classificate su una scala da 1 a 7 fu un'innovazione rispetto ai canoni tradizionali che catalogavano i modelli all'interno di sole 2, 3 o 4 categorie. La classificazione a tre numeri permette invece il riconoscimento di una grande varietà di possibili modelli somatici e una loro definizione molto precisa e individualizzata.
- puro endomorfo: 7-1-1
- puro mesomorfo: 1-7-1
- puro ectomorfo: 1-1-7

Laddove il 7 e l'1 rappresentano rispettivamente la più alta e la più bassa intensità di appartenenza ai tre biotipi. Essenzialmente in termini prettamente fisico-costituzionali, l'endomorfismo delinea la tendenza all'adiposità, il mesomorfismo alla muscolarità e l'ectomorfia alla longilinearità. Ad esempio una scala di 2-4-7 indica una scarsa appartenenza all'endomorfismo, una buona rappresentazione mesomorfica e la massima espressione ectomorfica, mentre un somatotipo bilanciato si presenta con valori che variano da un punteggio tra il 3 e il 4 per tutte e tre le cifre. Molto più comuni sono infatti i somatotipi intermedi, che si collocano a metà strada tra il mesomorfismo e i suoi estremi. Si potrebbe parlare in questo caso di soggetti meso-ectomorfi/ecto-mesomorfi o meso-endomorfi/endo-mesomorfi, quindi con una tendenza preponderante sull'uno o sull'altro a seconda delle caratteristiche individuali e rappresentate dal relativo grado di appartenenza sul numero a tre cifre.

## Somatotipi e sport
I biotipi di Sheldon più dibattuti nell'ambito psicologico sono stati ampiamente valorizzati nel campo sportivo. Svariati studi hanno infatti analizzato questi connotati biotipologici. Numerosi operatori del fitness hanno avvalorato questi principi per poter riconoscere le caratteristiche individuali delle persone, permettendo il raggiungimento di risultati ottimali tramite la personalizzazione dei programmi di allenamento e del regime alimentare sia in termini di sviluppo muscolare sia di riduzione del grasso corporeo.
Un'ulteriore prova scientifica è dimostrata dalla ricerca di Van Etten et al. (1994). Gli studiosi paragonarono i risultati di un allenamento con sovraccarichi (resistance training) su due gruppi di soggetti, rispettivamente di costituzione naturalmente più dotata di massa muscolare, oppure più esile e più carente di massa muscolare. Tali costituzioni, sebbene nello studio non fossero state menzionate, potevano trovare una correlazione con i modelli costituzionali di Sheldon. La costituzione muscolare corrisponde al mesomorfo, mentre la costituzione esile corrisponde all'ectomorfo. La squadra di ricercatori riportò incrementi significativi della massa magra da parte della costituzione mesomorfa (tipo muscolare) dopo dodici settimane di esercizio coi pesi, mentre la costituzione ectomorfa (esile) non ottenne significativi guadagni di massa magra seguendo un analogo programma di allenamento. Pertanto sembra che i soggetti per costituzione e per natura magri e muscolosi (mesomorfi) possano ottenere guadagni di forza e ipertrofia in misura molto maggiore rispetto agli individui naturalmente magri e poco dotati di massa muscolare in partenza (ectomorfi).
Sembra inoltre che i tre biotipi abbiano delle predisposizioni per eccellere in determinati sport. L'ectomorfo può prestarsi meglio negli sport di fondo e nel salto in alto, negli sprint, nella pallacanestro, nel calcio e la pallavolo, dove il ridotto peso corporeo rappresenta un importante vantaggio per la prestazione; il mesomorfo, oltre a essere generalmente più capace nell'attività fisica, può essere meglio adatto gli sport di potenza (sollevamento pesi e culturismo) e di resistenza; mentre l'endomorfo è propenso anch'esso agli sport di potenza come il sollevamento pesi ma, è propenso anche a sport di contatto come la kickboxing, il rugby,  e il wrestling nelle rispettive categorie dei pesi massimi.

## Alimentazione
Dall'individuazione del tipo costituzionale è stato di conseguenza analizzato un relativo regime alimentare che trova delle notevoli differenze di impostazione in base all'appartenenza e alle caratteristiche individuali del somatotipo. Tramite una manipolazione dietetica specifica e con il contributo dell'attività fisica è possibile modulare la composizione corporea per tendere ad un equilibrio costituzionale.
- Endomorfo: data la facilità con cui incrementa di peso e accumula sostanze è stato suggerito che questo somatotipo debba controllare l'introito calorico, in particolar modo quello apportato dai carboidrati. Quest'ultimo macronutriente è infatti il principale elemento che favorisce l'accumulo di peso. In quanto alla qualità dei carboidrati, andrebbero consumati quelli a basso indice glicemico calcolandone un relativo basso carico glicemico, così da promuovere rispettivamente un'assimilazione sostenuta e livelli di insulina controllati. Si dovrebbe quindi provvedere a fornire un adeguato apporto proteico, superiore rispetto agli altri due somatotipi, per favorire il processo di dimagrimento. I protidi, se comparati con gli altri macronutrienti, favoriscono una termogenesi alimentare e quindi un dispendio calorico di gran lunga superiore[48][49] accentuando la lipolisi, specie se assunti singolarmente non vengono accumulati come adipe, consentono invece lo smaltimento del grasso corporeo, migliorano la sensibilità insulinica e hanno un maggiore sviluppo della massa muscolare, con conseguente aumento del metabolismo basale e della capacità lipolitica.[50][51][52] Tutto questo a vantaggio di un aumento del metabolismo e della capacità di smaltire grasso, proprio le caratteristiche carenti in questo biotipo.
- Mesomorfo: questo soggetto presenta i maggiori vantaggi metabolici. È infatti predisposto naturalmente a costruire massa muscolare e smaltire grasso corporeo. Per tale motivo non si suggeriscono particolari restrizioni alimentari, ma un generoso apporto calorico.
- Ectomorfo: viste le difficoltà nell'aumento di peso si raccomanda un regime opposto a quello seguito dall'endomorfo, ovvero prevedendo un introito calorico superiore al fabbisogno, accentuando il consumo di carboidrati, il macronutriente che causa l'aumento del peso corporeo.[53][54] La sua necessità è quella di mantenere uno stato metabolico di anabolismo, una condizione che riesce a essere realizzata con una frequente assunzione di cibo e un'assunzione dei pasti regolarmente ed equamente distribuita. In questo caso l'insulina, l'ormone anabolico per eccellenza, deve essere maggiormente stimolato grazie alle frequenti assunzioni di glucidi e protidi, specie se assunti in accoppiamento.[55][56] L'introito proteico però deve essere più controllato rispetto agli altri somatotipi per non causare un'eccessiva termogenesi alimentare e quindi un'eccessiva accelerazione metabolica (già esagerata in questo biotipo) a favore del consumo di glucidi e lipidi.

## Critiche e controversie
Fino a quando Sheldon sostenne che il somatotipo fosse un morfogenotipo, cioè con delle caratteristiche permanenti, ci furono delle persistenti critiche del suo metodo. Studiosi della biologia umana preferivano vedere il somatotipo come morfofenotipo, ovvero con la possibilità di cambiare la propria costituzione. Effettivamente la scuola biotipologica tedesca che era ampiamente rappresentata da Kretschmer, da cui Sheldon traeva parte dei suoi principi, supportava l'ipotesi che i tipi costituzionali rimanessero immutati per tutta la vita; ma la scuola italiana di De Giovanni, Pende e Viola (anch'essa fonte d'ispirazione per Sheldon) sosteneva che il biotipo subisse delle modificazioni nel corso del tempo, dall'accrescimento fino all'espressione definitiva nell'età adulta. In risposta alle critiche sul suo sistema negli anni sessanta Sheldon sviluppò un nuovo metodo chiamato Trunk Index method, traducibile come metodo di indice del tronco. Questo consisteva in una planimetria delle aree del tronco segnate sulle fotografie del somatotipo, assieme a delle tabelle di massima e minima relative al peso e alla statura e una tabella relativa al rapporto peso/altezza e al indice del tronco del somatotipo. Questo metodo non rispose alle principali critiche mosse sul suo metodo originale e non venne molto utilizzato.
Le critiche espresse sui somatotipi tendono a mirare soprattutto all'aspetto sulla relazione tra costituzione e psicologia: infatti questi modelli trovano un largo utilizzo nel ambito medico, sportivo e antropologico e sono oggetto di molti studi clinici che ne analizzano le predisposizioni fisiche e patologiche, oltre alla loro distribuzione sul territorio, più che sui fattori comportamentali. Per quanto riguarda invece l'ambito psicologico secondo molti pareri autorevoli, come molte altre teorie psicologiche e della personalità, anche quelle di Sheldon mancano di effettivi riscontri scientifici. Egli aveva dimostrato empiricamente che poteva esserci una correlazione tra il fisico e il comportamento. Non seppe però scientificamente dimostrare se e come l'uno causasse l'altro aspetto, né spiegare i meccanismi attraverso il quale questi si manifestano e possono variare.
Nel 1995 (diciotto anni dopo la sua morte) il nome di Sheldon fu oggetto di alcune curiose controversie quando venne reso noto che diversi personaggi pubblici erano stati tra gli studenti fotografati in intimo nello studio di Sheldon tra gli anni quaranta e sessanta e che i negativi di queste fotografie erano ancora esistenti e custodite nell'Università di Yale. Tra questi spiccavano Hillary Clinton, moglie dell'allora presidente degli Stati Uniti d'America Bill Clinton, l'ex presidente George H. W. Bush, l'attrice Meryl Streep e i giornalisti Diane Sawyer e Robert Woodward. Lo scandalo pubblico riguardante le foto imbarazzanti che coinvolgeva volti noti portò alla decisione della loro distruzione su iniziativa del Smithsonian Institution, museo amministrato e finanziato dal governo degli Stati Uniti. Sulla base di questa proposta si sostenne che gli studenti all'epoca erano ignari del fatto che le loro fotografie sarebbero state adoperate ai fini scientifici dallo psicologo e che in questo modo sarebbe stata protetta la loro riservatezza. Inoltre secondo quanto dichiarato la scienza biotipologica di Sheldon era stata screditata. Gli studenti provenivano da molti istituti del Ivy League, ma anche da Wellesley, Mount Holyoke, Vassar College e Swarthmore.